# Equipe portorriquenha na Copa Davis
A equipe portorriquenha na Copa Davis representa Porto Rico na Copa Davis, principal competição de tênis masculina por equipes do mundo. É administrada pela Asociación de Tenis de Puerto Rico.